# جزيرة الثعبان

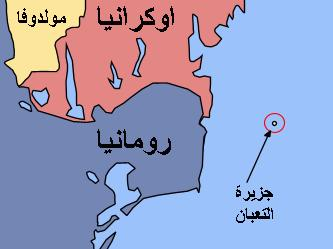
موقع الجزيرة

جزيرة الثعبان (بالرومانية: Insula şerpilo، بالأوكرانية:Острів Зміїний) هي جزيرة تقع قي البحر الأسود بالقرب من السواحل الشرقية لكل من أوكرانيا ورومانيا.
ملكية الجزيرة متنازع عليها ما بين أوكرانيا ورومانيا حتى حكمت محكمة العدل الدولية قي 3 فبراير 2009 بأحقية أوكرانيا في ملكية الجزيرة، وترجع أهمية الجزيرة لكونها تحتوي مع مياهها الإقليمية على كميات كبيرة من الغاز الطبيعي والبترول.
جغرافيا تبلغ مساحة الجزيرة 0.17 كيلو متر مربع بطول 662م وعرض 440 م، أعلى نقطة بالجزيرة ترتفع لحوالي 41 م.
'